# SV Pullach
Der SV Pullach ist ein Sportverein aus der oberbayerischen Gemeinde Pullach i.Isartal. Neben der erfolgreichen Fußballabteilung werden in dem Verein die Sportarten Badminton, Gymnastik, Handball, Leichtathletik, Schwimmen, Ski, Tischtennis und Volleyball angeboten.

## Geschichte
Der Verein wurde am 6. August 1946 von 20 Pullachern in den Bürgerbräu-Terrassen gegründet und bestand anfänglich nur aus der Fußballmannschaft. Bis Mitte der 1990er Jahre spielte der Verein in den unteren Ligen des Fußballkreises München. 1997 stieg der Verein erstmals in die Bezirksoberliga auf, 2008 in die Landesliga. Unter Trainer Carsten Teschke sicherte sich der Verein 2013 die Meisterschaft in der Landesliga und den Aufstieg in die Bayernliga. Dort wurde sie in der Spielzeit 2016/17 Meister. Ein Aufstieg in die Regionalliga, für den die Mannschaft auch schon in früheren Spielzeiten qualifiziert war, scheiterte wiederholt am Stadion. Der Platz an der Gistlstraße ist nicht für die Regionalliga tauglich, eine adäquate andere Spielstätte war bislang nicht zu finden.